# Centralne Warsztaty Samochodowe
Centralne Warsztaty Samochodowe (CWS, укр. — Центральні автомобільні майстерні) - з 1922 року польський виробник автомобілів і мотоциклів. Штаб-квартира знаходиться у Варшаві. У 1931 році компанія припинила виробництво автомобілів.

## Заснування компанії CWS

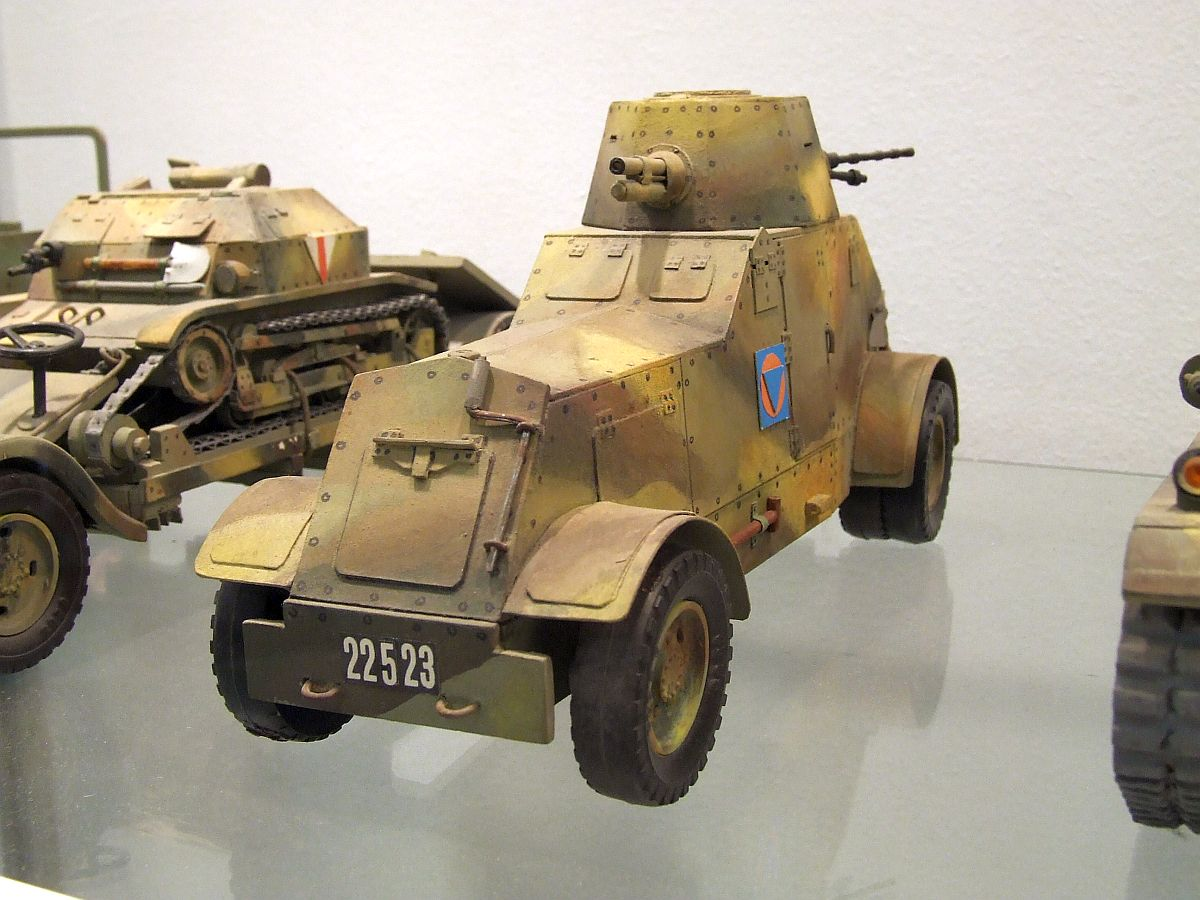
CWS FT-B на базі Ford T

Після Першої світової війни утворюється нова незалежна держава — Польща. Нова держава стикається з низкою труднощів, в тому числі і з забезпеченням транспорту для потреб армії. У 1918 році у Варшаві в колишніх складах для запчастин, які використовувалися німецькою армією, з'являється фірма CWS — Centralne Warsztaty Samochodowe (Центральні автомобільні майстерні). Спочатку фірма випускала військову техніку, типу FT-B, броньовик на базі американського Ford T і Renault FT-17. У 1919 році директором заводу став майор Казимир Меєр, який мав інженерну освіту, він мріяв побудувати польський легковий автомобіль, однак керівництво країни скептично ставилося до його затії, але в підсумку «занудство» Меєра перемогло і уряд виділив гроші для розробки повністю польського легкового автомобіля.
Відповідальним за проєкт зробили конструктора Тадеуша Танські, він був сином відомого польського художника і пропагандиста авіації Чеслава Танські, який дав синові хорошу освіту, за плечима Тадеуша була Вища інженерна школа в Парижі і володіння власним конструкторським ательє в столиці Франції, де він сконструював двигуни для деяких фірм, у тому числі і авіаційних, до речі, його 520-сильний 12-циліндровий мотор став найпотужнішим на 1919 рік, а інженеру було всього 23 роки. У свою команду він набрав таких же інженерів, які мали досвід роботи в західних фірмах. У березні 1923 року був готовий прототип мотора, його об'єм дорівнював 3-м літрам, а потужність — 45 к/с, двигун назвали Т-1, або Танські-1. Стендові випробування показали надійність двигуна і тоді чиновники дають зелене світло для проєкту. Перші прототипи автомобіля були побудовані вже в 1925 році, шасі і кузов спроєктував для них Владислав Мрайський (випускник Санкт-Петербурзького технічного інституту), два з них були виставлені на 5-е Ралі Польщі, проте одна з машин на старті відмовилася заводитися, на видалення неполадки пішло близько 18 годин, після чого машина кинулася наздоганяти попередників, як не дивно, на трасі машина не тільки не ламалася, але Мрайському, який сидів за кермом цієї машини, вдалося обійти кілька інших екіпажів, що стартували майже на добу раніше. Звичайно, польська преса не могла розписувати цей факт в негативних тонах, тому польські громадяни стали з нетерпінням чекати появи автомобіля, виробленого на батьківщині, тим більше потенційним клієнтам машина була показана у Львові на П'ятій автомобільній виставці.
Однак завод зіткнувся з проблемами по частині обладнання, поки його закупили і встановили, пройшло немало часу, але в підсумку перша партія з 25-ти машин була випущена влітку 1927 року, одним з перших, хто отримав машину, був президент Польщі — Ігнацій Мосцицький, на відміну від злиденної і голодної країни рад, де вожді пролетаріату і селян могли собі дозволити розсікати на новеньких Rolls-Royce, володарі Польщі або Чехословаччини воліли підтримувати власний автопром.

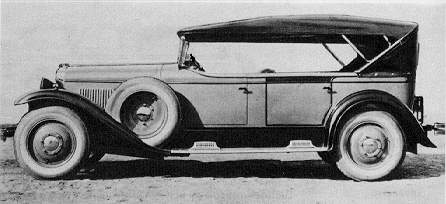
CWS T-1 Torpedo

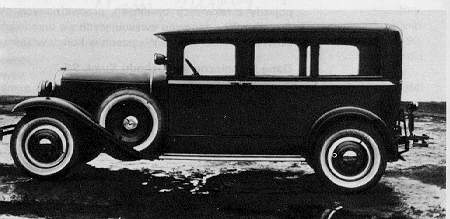
CWS T-1 Kareta — 7-місний лімузин

Особливістю першого автомобіля було те, що його можна було повністю зібрати і розібрати всього одним ключем на 16 під М10 (крім свічок, їх розмір був М18). Це стосувалося і мотора з коробкою передач, зроблено було це через те, що в післявоєнній Польщі не вистачало інструментів і спеціалізованих майстерень. Автомобіль випускався з різними типами кузовів, так крім легкових варіантів типу лімузин, фаетон або кабріолет пропонувалися і варіанти типу пікап вантажопідйомністю в півтонни або карет швидкої допомоги, всі роботи Станіслава Панцакієвича.

## Компанія PWS у складі конгломерату PZInz
У 1928 році завод був перейменований в Panstwowa Wytwornia Samochodow (Національний автомобільний завод), але автомобілі продовжили нести марку CWS, а в березні того ж року був створений конгломерат Panstowe Zaklady Inzynerii (PZInz — Національна технічна рада), до якого увійшло ще кілька польських підприємств, тому крім автомобілів марки CWS незабаром став пропонуватися і мотоцикл моделі M55 під брендом CWS.
На початку 1929 року Тадеуш Танські спільно зі своїм давнім другом і однокурсником Робером Габо конструює новий силовий агрегат, який називають Т-8. Цей мотор, як і 4-циліндровий Т-1, має об'єм в 3 літри, але циліндрів у нього вже вісім, залежно від форсування цей мотор розвивав 80-100 сил. Він мав алюмінієві поршні, чавунний блок і алюмінієвий картер, тобто цілком передову конструкцію для того часу. Спочатку мотор поставили на модель Т-1, а наприкінці 1929 року Панцакієвич побудував кузов і шасі для нової машини, яку назвали Т-8, ця модель мала кузови: 2-дверний «Ландо», 4-5-місний кабріолет і родстер.
Модель Т-8 мала ту ж особливість, що і Т-1, тобто побудована була всього одним типорозміром болтів. На рубежі 1929/1930-х років команда Тадеуша Танські розробляє на базі мотора Т-8 4-циліндрову версію, яку назвали Т-4, мотор видавав із себе половину мотора Т-8, його об'єм становив 1.5 літра і розвивав він 24 сили. У 1930 році починають будувати модель Т-2 з цим мотором, ця модель мала раму фірми Skoda, на яку встановили залізно-дерев'яний кузов, зроблений за мотивами моделі Т-1. Кузов був досить низький і широкий для свого часу, пропонувалося два варіанти: кабріолет і карета (седан).

## Припинення виробництва автомобілів власної конструкції. Закриття компанії
Але в 1931 році PZInż вирішує відмовитися від виробництва власних машин, бо при їх будівництві застосовується повністю ручна праця, що позначається на ціні. У підсумку з 1932 року за ліцензією фірми FIAT починається виробництво моделі 508 Ballila на потужностях заводу PWS, але за умовами договору завод повинен був припинити виробництво вже наявних моделей, як конкуруючих з новою продукцією. У підсумку виробництво самобутніх польських автомобілів було припинено, до цього моменту було побудовано близько 500 легкових і 300 вантажних автомобілів моделі Т-1 і кілька автомобілів серії Т-4 і Т-8. Але, як і у випадку з Руссо-Балтом, основним замовником цих всіх автомобілів було військове відомство.

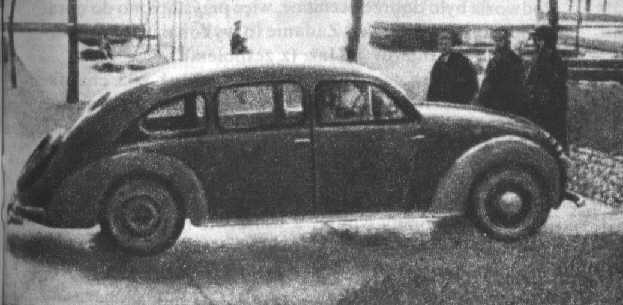
PZInż LS на випробуваннях

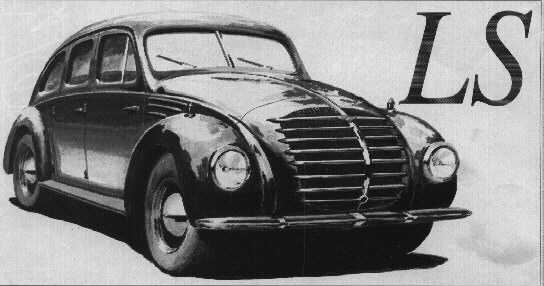
PZInż LS

У 1934 році військове відомство, якому був підпорядкований PZInż, розуміє зроблену помилку і дає завдання інженеру Казимиру Студзінському побудувати всього за п'ять місяців автомобіль вищого класу, на який повинні були б пересісти перші особи Польської держави, а також товариші військові, бо негоже такій державі підтримувати іноземних виробників. Студзінський бере в помічники Мечислава Дубицькі та Олександра Руммеля, які проєктують хребтову раму (на зразок Tatra), крім іншого ще однією особливістю стала наявність незалежної підвіски всіх коліс, причому і задня, і передня була взаємозамінною, більше того, її можна було регулювати, не виходячи із салону автомобіля. На перший прототип, який назвали LS (Lux-Sport), був встановлений 6-циліндровий двигун від FIAT, а кузов був повністю виготовлений з дерева. Після того, як шасі показало себе з позитивного боку, було дано добро на проєктування двигуна під неї, в 1936 році Єжи Доуконт і Ян Вернер будують V8 об'ємом 3.9 л, який розвивав 95 к/с, як трансмісію вибрано електромеханічну преселективну коробку передач фірми Cotal, в результаті великий 7-місний автомобіль розвивав цілком пристойні 135 км/год. До речі, обтічний кузов з інтегрованими в крила фарами був спроєктований все тим же Панцакієвичем.
Всього було побудовано близько п'яти прототипів, які успішно пройшли випробування до 1938 році, пройшовши 100 000 км по різних дорогах, військове відомство планувало почати серійне виробництво в 1941 році, однак агресія з боку Німеччини в 1939 році порушила ці плани.
CWS є найстарішим польським виробником автомобілів власної конструкції, під час війни вціліло мало машин, поляки стверджують, що дві машини цієї марки є десь у Росії і одна Т-1 знаходиться у Франції, у нащадків якогось князя, на щастя, зараз будується репліка першої моделі цієї марки. Щодо талановитого інженера Тадеуша Танські, який крім автомобілів проєктував і військові катери, і авіаційні двигуни, і багато іншого, то він загинув в 1941 році в концтаборі Освенцім. Панцакієвичу пощастило більше, він пережив війну і пізніше став автором дизайну іншого польського автомобіля марки Syrena.

## Список автомобілів CWS
- 1927 — CWS T-1
- 1929 — CWS T-8
  - CWS T-4
- 1930 — CWS T-2